# Miedźno
Miedźno è un comune rurale polacco del distretto di Kłobuck, nel voivodato della Slesia.
Ricopre una superficie di 113,17 km² e nel 2004 contava 7 557 abitanti.